# Unione Sportiva Catanzaro 1967-1968
Questa pagina raccoglie le informazioni riguardanti l'Unione Sportiva Catanzaro nelle competizioni ufficiali della stagione 1967-1968.

## Rosa
| N. |                   | Ruolo | Calciatore            |
| -- | ----------------- | ----- | --------------------- |
|    | Italia (bandiera) | C     | Adriano Banelli       |
|    | Italia (bandiera) | D     | Gianfranco Bertoletti |
|    | Italia (bandiera) | C     | Paolo Braca           |
|    | Italia (bandiera) | P     | Paolo Cimpiel         |
|    | Italia (bandiera) | C     | Luigi Farina          |
|    | Italia (bandiera) | D     | Antonio Ghelfi        |
|    | Italia (bandiera) | D     | Edmondo Lorenzini     |
|    | Italia (bandiera) | A     | Cesare Maccacaro      |
|    | Italia (bandiera) | D     | Franco Marini         |
|    | Italia (bandiera) | C     | Norberto Mascheroni   |

| N. |                   | Ruolo | Calciatore        |
| -- | ----------------- | ----- | ----------------- |
|    | Italia (bandiera) | C     | Antonio Nisticò   |
|    | Italia (bandiera) | C     | Sergio Orlandi    |
|    | Italia (bandiera) | A     | Sergio Pellizzaro |
|    | Italia (bandiera) | P     | Flavio Pozzani    |
|    | Italia (bandiera) | C     | Luigi Sardei      |
|    | Italia (bandiera) | D     | Fausto Silipo     |
|    | Italia (bandiera) | D     | Luigi Tonani      |
|    | Italia (bandiera) | A     | Carlo Vanini      |
|    | Italia (bandiera) | A     | Mario Zimolo      |

## Risultati

### Serie B

#### Girone di andata
| 10 settembre 1967 1ª giornata | Foggia & Incedit | 0 – 0 | Catanzaro |  |

| 17 settembre 1967 2ª giornata | Catanzaro | 1 – 3 | Reggiana |  |

| 24 settembre 1967 3ª giornata | Catanzaro | 2 – 1 | Genoa |  |

| 1º ottobre 1967 4ª giornata | Catania | 1 – 3 | Catanzaro |  |

| 8 ottobre 1967 5ª giornata | Catanzaro | 1 – 1 | Verona |  |

| 15 ottobre 1967 6ª giornata | Catanzaro | 1 – 2 | Pisa |  |

| 22 ottobre 1967 7ª giornata | Padova | 2 – 0 | Catanzaro |  |

| 29 ottobre 1967 8ª giornata | Livorno | 0 – 0 | Catanzaro |  |

| 5 novembre 1967 9ª giornata | Catanzaro | 1 – 0 | Venezia |  |

| 12 novembre 1967 10ª giornata | Catanzaro | 0 – 1 | Lecco |  |

| 19 novembre 1967 11ª giornata | Messina | 0 – 0 | Catanzaro |  |

| 26 novembre 1967 12ª giornata | Reggina | 1 – 0 | Catanzaro |  |

| 3 dicembre 1967 13ª giornata | Catanzaro | 2 – 0 | Monza |  |

| 10 dicembre 1967 14ª giornata | Catanzaro | 0 – 1 | Modena |  |

| 17 dicembre 1967 15ª giornata | Bari | 0 – 0 | Catanzaro |  |

| 24 dicembre 1967 16ª giornata | Perugia | 0 – 0 | Catanzaro |  |

| 31 dicembre 1967 17ª giornata | Catanzaro | 0 – 0 | Lazio |  |

| 7 gennaio 1968 18ª giornata | Potenza | 1 – 1 | Catanzaro |  |

| 21 gennaio 1968 20ª giornata | Catanzaro | 2 – 0 | Palermo |  |

| 28 gennaio 1968 21ª giornata | Catanzaro | 0 – 0 | Novara |  |

#### Girone di ritorno
| 4 febbraio 1968 22ª giornata | Catanzaro | 1 – 1 | Foggia & Incedit |  |

| 11 febbraio 1968 23ª giornata | Reggiana | 1 – 2 | Catanzaro |  |

| 18 febbraio 1968 24ª giornata | Genoa | 0 – 0 | Catanzaro |  |

| 25 febbraio 1968 25ª giornata | Catanzaro | 1 – 1 | Catania |  |

| 3 marzo 1968 26ª giornata | Verona | 2 – 0 | Catanzaro |  |

| 10 marzo 1968 27ª giornata | Pisa | 1 – 0 | Catanzaro |  |

| 17 marzo 1968 28ª giornata | Catanzaro | 1 – 0 | Padova |  |

| 24 marzo 1968 29ª giornata | Catanzaro | 0 – 1 | Livorno |  |

| 31 marzo 1968 30ª giornata | Venezia | 0 – 0 | Catanzaro |  |

| 7 aprile 1968 31ª giornata | Lecco | 1 – 1 | Catanzaro |  |

| 14 aprile 1968 32ª giornata | Catanzaro | 0 – 0 | Messina |  |

| 21 aprile 1968 33ª giornata | Catanzaro | 1 – 1 | Reggina |  |

| 28 aprile 1968 34ª giornata | Monza | 1 – 0 | Catanzaro |  |

| 5 maggio 1968 35ª giornata | Modena | 2 – 0 | Catanzaro |  |

| 12 maggio 1968 36ª giornata | Catanzaro | 1 – 0 | Bari |  |

| 19 maggio 1968 37ª giornata | Catanzaro | 0 – 0 | Perugia |  |

| 26 maggio 1968 38ª giornata | Lazio | 1 – 0 | Catanzaro |  |

| 2 giugno 1968 39ª giornata | Catanzaro | 2 – 1 | Potenza |  |

| 16 giugno 1968 41ª giornata | Palermo | 2 – 0 | Catanzaro |  |

| 23 giugno 1968 42ª giornata | Novara | 2 – 0 | Catanzaro |  |

## Statistiche

### Statistiche di squadra
| Competizione | Punti | In casa | In casa | In casa | In casa | In casa | In casa | In trasferta | In trasferta | In trasferta | In trasferta | In trasferta | In trasferta | Totale | Totale | Totale | Totale | Totale | Totale | DR |
| Competizione | Punti | G       | V       | N       | P       | Gf      | Gs      | G            | V            | N            | P            | Gf           | Gs           | G      | V      | N      | P      | Gf     | Gs     | DR |
| ------------ | ----- | ------- | ------- | ------- | ------- | ------- | ------- | ------------ | ------------ | ------------ | ------------ | ------------ | ------------ | ------ | ------ | ------ | ------ | ------ | ------ | -- |
| Serie B      | 37    | 20      | 7       | 10      | 3       | 19      | 14      | 20           | 2            | 9            | 9            | 7            | 18           | 40     | 9      | 19     | 12     | 26     | 32     | -6 |
| Coppa Italia |       | 3       | 2       | 1       | 0       | 4       | 1       | 1            | 0            | 0            | 1            | 0            | 2            | 4      | 2      | 1      | 1      | 4      | 3      | +1 |
| Totale       |       | 23      | 9       | 11      | 3       | 23      | 15      | 21           | 2            | 9            | 10           | 7            | 20           | 44     | 11     | 20     | 13     | 30     | 35     | -5 |

### Statistiche dei giocatori
| Giocatore     | Serie B  | Serie B | Coppa Italia | Coppa Italia | Totale   | Totale |
| Giocatore     | Presenze | Reti    | Presenze     | Reti         | Presenze | Reti   |
| ------------- | -------- | ------- | ------------ | ------------ | -------- | ------ |
| A. Banelli    | 4        | 0       | -            | -            | 4        | 0      |
| G. Bertoletti | 29       | 0       | 3            | 0            | 32       | 0      |
| P. Braca      | 26       | 2       | 2            | 0            | 28       | 2      |
| P. Cimpiel    | 35       | -27     | 4            | -3           | 39       | -30    |
| L. Farina     | 24       | 2       | 3            | 2            | 27       | 4      |
| A. Ghelfi     | 32       | 0       | 3            | 0            | 35       | 0      |
| E. Lorenzini  | 33       | 0       | 4            | 1            | 37       | 1      |
| C. Maccacaro  | 34       | 1       | 3            | 0            | 37       | 1      |
| F. Marini     | 35       | 1       | 4            | 0            | 39       | 1      |
| N. Mascheroni | 16       | 0       | 3            | 1            | 19       | 1      |
| A. Nisticò    | 1        | 0       | -            | -            | 1        | 0      |
| S. Orlandi    | 34       | 1       | 3            | 0            | 37       | 1      |
| S. Pellizzaro | 37       | 14      | 3            | 0            | 40       | 14     |
| F. Pozzani    | 6        | -5      | -            | -            | 6        | -5     |
| L. Sardei     | 5        | 0       | 1            | 0            | 6        | 0      |
| F. Silipo     | 2        | 0       | -            | -            | 2        | 0      |
| L. Tonani     | 38       | 2       | 4            | 0            | 42       | 2      |
| C. Vanini     | 26       | 0       | 4            | 0            | 30       | 0      |
| M. Zimolo     | 24       | 3       | 2            | 0            | 26       | 3      |